# Federação de Voleibol do Vietnã
A Federação de Voleibol do Vietnã  (em inglês: Volleyball Federation of Vietnam - VFVI) é a entidade nacional controladora do voleibol no Vietnã. Foi fundada no ano de 1961, sendo membro da Confederação Asiática de Voleibol e desde 1991 da FIVB. A federação é responsável por  organizar  os torneios de  voleibol. 

## Ligações Externas
- (em vietnamita)